# Emilee Anderson
Emilee Anderson (* 13. Dezember 1995 in Eau Claire, Wisconsin) ist eine US-amerikanische Skispringerin.

## Werdegang
Anderson, die für den Flying Eagles Ski Club startet, begann mit fünf Jahren mit dem Skispringen, nachdem ihre sechs Jahre ältere Schwester Elisabeth bereits aktiv an Wettbewerben teilnahm. Nachdem sie 2011 bei den Junior Nationals in Salbury, Connecticut Zweite wurde, konnte sie im Oktober 2011 bei den FIS-Junioren-Springen auf der Normalschanze des MacKenzie Intervale Ski Jumping Complex in Lake Placid gewinnen. Daraufhin bekam sie einen Startplatz für die Olympischen Jugend-Winterspiele 2012 in Innsbruck. Dort sprang sie nach einem neunten Rang im Einzelspringen mit der Mannschaft im Teamwettbewerb auf Rang 11.
Nach einem Jahr internationale Pause startete Anderson im Januar 2013 bei den Nordischen Junioren-Skiweltmeisterschaften im tschechischen Liberec. Nach einem 29. Platz im Einzelspringen wurde sie gemeinsam mit Manon Maurer, Nina Lussi und Sarah Hendrickson Achte im Teamspringen.
Am 2. März 2013 gab Anderson auf der Fichtelbergschanze in Oberwiesenthal ihr Debüt im Skisprung-Continental-Cup und wurde auf Anhieb 19., was ihr 12 Punkte einbrachte. Damit belegte sie am Ende der Saison 2012/13 Rang 28 der Gesamtwertung. Bei den Nordischen Junioren-Skiweltmeisterschaften 2014 im Val di Fiemme sprang sie im Einzel auf den 32. Platz. Im Winter 2014/15 kam sie für einige Springen erneut im Continental Cup zum Einsatz und wurde schließlich 40 im Gesamt-Continental-Cup. Bei den Nordischen Junioren-Skiweltmeisterschaften 2015 in Almaty sprang sie im Einzel von der Normalschanze auf den 20. Platz. Für über eineinhalb Jahre blieb dies ihr letzter internationaler Start. Erst im September 2016 startete sie im Rahmen des FIS Cup von Hinterzarten wieder international.

## Statistik

### Continental-Cup-Platzierungen
| Saison  | Sommer | Sommer | Winter | Winter | Gesamt | Gesamt |
| Saison  | Platz  | Punkte | Platz  | Punkte | Platz  | Punkte |
| ------- | ------ | ------ | ------ | ------ | ------ | ------ |
| 2012/13 | –      | –      | –      | –      | 028.   | 012    |
| 2014/15 | –      | –      | 030.   | 030    | 040.   | 030    |